# EVERYWHERE (ゲーム)
『EVERYWHERE』（エブリウェア）は、レスリー・ベンジーズ率いるビルド・ア・ロケット・ボーイ・ゲームズが開発中のオープンワールドゲームである。

## 概要
オープンワールドゲームの中で最も売上高、知名度の高いグランド・セフト・オートシリーズ（『グランド・セフト・オートIII』から『グランド・セフト・オートV』まで）のプロデューサー、ロックスター・ノース（ロックスター・ゲームス）の社長であったレスリーは、グランド・セフト・オートシリーズの世界的成功に大きく貢献した人物だが、ギャラの未払い問題により、ロックスターとの関係が悪化。その後長期間休暇を取り、ロックスターから退社した。その後、一部の社員も3人退社し、新たなゲーム会社を設立した。
ロックスターでは新社長により『GTAオンライン』（『グランド・セフト・オートV』のオンラインモード名）は、オンラインアップデートにより、レスリーが作り上げた本来のGTAとは別物に変化していった。そのため、本来のGTAの様なものを再び作ろうという事で、退社した3人の社員とレスリーで現在、新たなオープンワールドゲームとして『エブリウェア』を製作中である。

## オンラインモード
オンラインモードも開発してあり、協力型のオンラインモードになると発表された。